# Ida aneb Sirotek berlínský
Ida aneb Sirotek berlínský (ve francouzském originále Ida, ou l'Orpheline de Berlin) je komická opera (opéra comique, autorským žánrovým označením „comédie mêlée de chants“) o dvou dějstvích francouzské herečky, dramatičky a skladatelky (Amélie-)Julie (Simons-)Candeilleové (1767–1834) na vlastní libreto z roku 1807 na námět epizody z pamětí spisovatelky Félicité de Genlis. Premiéra opery se konala 19. května 1807 v pařížském divadle Théâtre de l'Opéra-Comique, přesněji v jeho tehdejší budově zvané Théâtre Feydeau.

## Vznik, historie a charakteristika
Julie Candeilleová byla prominentní herečka a zpěvačka doby Velké francouzské revoluce. Debutovala roku 1782 jako pěvkyně v Pařížské opeře, ale roku 1785 odešla do činoherního Comédie-Française, kde se snažila působit jako autorka. Její komedie se zpěvy Kateřina aneb Krásná selka (Catherine, ou la Belle Fermière) z roku 1792, pro niž napsala slova i hudbu a v níž hrála hlavní roli, se stala jedním z nejpopulárnějších představení své doby a zajistila Candeilleové proslulost, avšak další pokusy ( La Bayadère, ou le Français à Surate, rok II; Cange, ou le Commissionaire de St Lazare, rok III) byly přijaty méně vřele. Candeille opustila divadlo po svém sňatku s belgickým průmyslníkem Simonsem roku 1798.
Libreto k ní si napsala skladatelka na námět epizody z pamětí spisovatelky Félicité de Genlis, která roku 1799 v Berlíně – kde žila v emigraci před francouzskou revolucí, v níž byl popraven její manžel – adoptovala osiřelého chlapce z rodiny své bytné. Nebyla to však přímá adaptace; Candeilleová se ve své dramatizaci opírala o úspěšný sentimentální vaudeville známého tvůrce tohoto žánru Jeana-Baptista Radeta (1752–1830) pod názvem Ida, ou que deviendra-t-elle? (Ida, aneb Co se s ní stane?), které mělo premiéru v Théâtre du Vaudeville 28. frimairu X (19. prosince 1801) a hrálo se se značným ohlasem. Svou opéru comique Candeilleová věnovala svému zchudlému otci a vymohla si, že její premiéra bude beneficí v jeho prospěch; tento dobročinný úmysl nutně oslabil případné nepříznivé reakce v obecenstvu a v následné tiskové kritice.

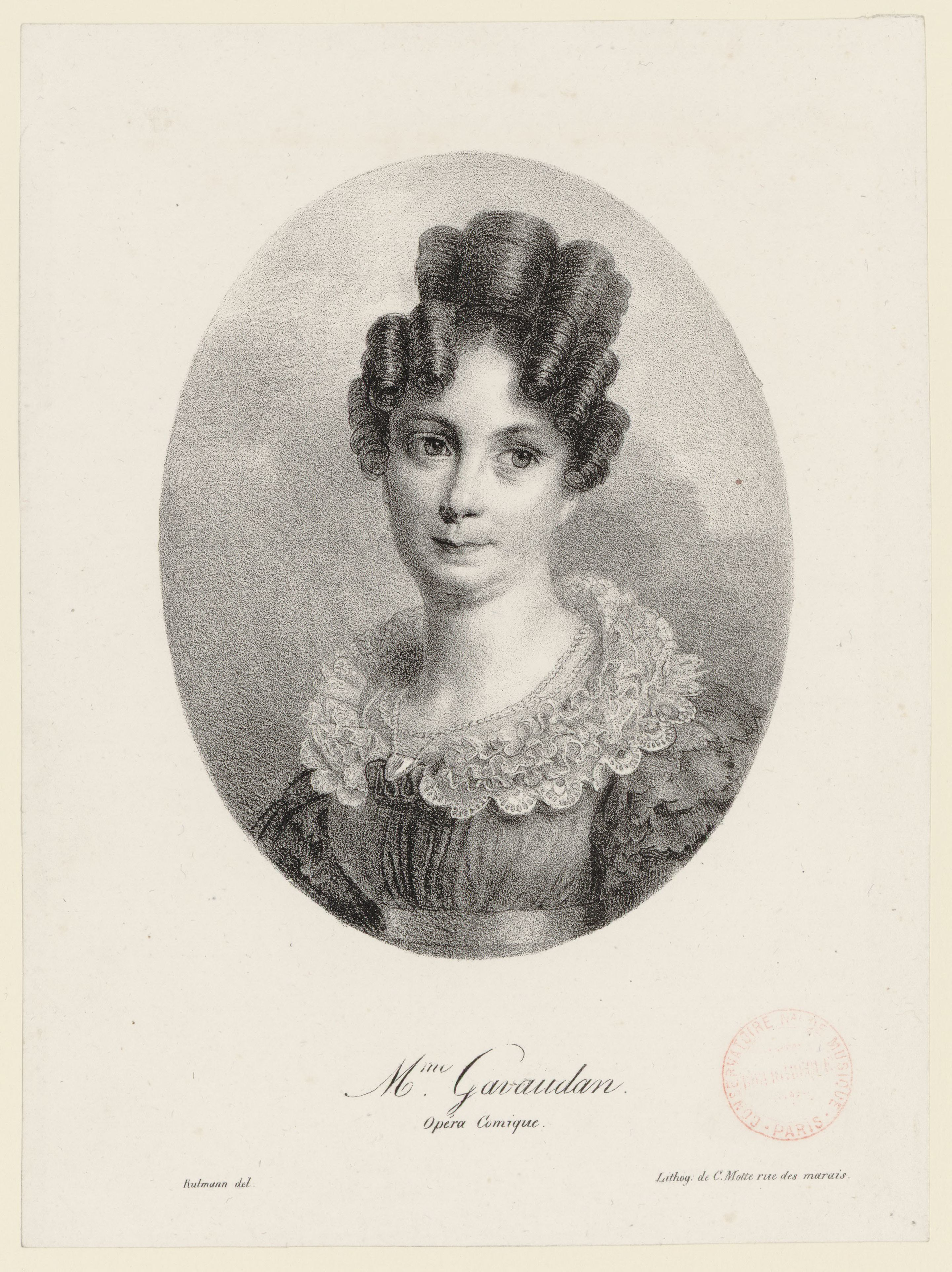
Alexandrine Gavaudanová, první představitelka Idy, rytina z roku 1820

Právě porovnání s populárním vaudevillem, který měli lidé ještě v čerstvé paměti, podle recenzí opeře u obecenstva uškodilo. „[…] pan Radet sklízel první a sebral, co bylo nejlepšího; paní Simon-Candeilleová mohla jen po něm paběrkovat.“ „Pouze hudba napsaná s hlubokým umem a charakterem mohla vytvořit mezi oběma díly rozdíl, který by vyvolal zájem publika, a to bohužel není případ paní Simon-Candeilleové.“ „Text nenabízí tolik zájmu, v kolik bylo možné doufat.“ Adaptace Candeilleové podle kritiků dramaturgicky oslabovala účinek příběhu, změny (např. doplnění postav příručího a chudé ženy nebo vyšetření Idina původu, které ve vaudevillu chybí) byly podle nich v neprospěch díla. Recenze zmiňovaly přílišnou plačtivost a zdlouhavost některých scén.
U hudby byla doporučována spíše shovívavost. „Hudba také nemá veškeré přednosti, které sliboval její [=Candeilleové] pěkný talent; všimli jsme si však okouzlující písně zpívané paní Gavaudanovou. Zbytek zdá se postrádal živost a původnost; ale žena schopná skládat jako básnířka i jako hudebnice je vždy velmi pozoruhodná věc,“ psal Courrier de spectacles. „Pokud vyjmeme několik složitých kusů, jež jsou téměř všechny trapné a bezvýznamné, není hudba bez jistých předností,“ píše Journal de Paris. „Pokud jde o hudbu, máme za to, že je hodně pod úrovní nadání paní Simon-Candeilleové. Nacházíme v ní vcelku příliš umělosti a ne dost duševního výrazu. Přesto dvě tři árie jsou okouzlující a sklidily živý potlesk,“ hodnotí Journal des Arts. „Vcelku je skutečným nedostatkem tohoto díla zdlouhavost bez gradace: i hudba je co do pohybu a zabarvení tak jednotvárná, že unavuje ucho a k duši mlčí.“
Kritika poukazovala i na kvalitativní rozdíl mezi skládáním zpěvů do činoher – ve kterém Candeilleové svůj talent prokázala dostatečně už dříve – a psaním opery. „V její Idě se najdou dvě tři příjemné romance; a to by stačilo pro vyvolání efektu v Comédie-Française, protože tam se obecenstvu žádný zpěv neslibuje a to je vděčné za všechno, co se mu v tomto ohledu podá, aniž by to mělo právo vyžadovat; ale v divadle Feydeau [tj. Opéra-Comique] to je jinak. Jeho vedení nesmí nikdy ztratit ze zřetele, že se může udržet především hudbou, a to krásnou hudbou. Komedii budou lidé hledat spíše v Théâtre-Français a kuplety v [Théâtre de] Vaudeville.“ Journal de l'Empire kousavě poznává, že publikum nehledělo na dobročinný účel představení ani na vzácnost, že ho zcela napsala žena, ale jen na „prostřednost díla“.
Podle zpráv získala opera při premiéře ovace a jméno autorky bylo vyvoláváno, „avšak nikoli bez odporu“. Recenze jednoznačně chválily výkon paní Gavaudanové v titulní roli.
Ida aneb Sirotek berlínský se hrála v Opéra-Comique pouze šestkrát. Přes relativní neúspěch pronikla Ida na některá jeviště mimo Paříž, například v prosinci 1812 byla uvedena v hlavním bruselském divadle Théâtre de la Monnaie.

## Osoby a první obsazení
| osoba                                            | hlasový obor | premiéra (19. května 1807)                         |
| ------------------------------------------------ | ------------ | -------------------------------------------------- |
| Ida, mladá služka, sirotek z berlínského špitálu | soprán       | Alexandrine-Marie-Agathe (Ducamel-)Gavaudan        |
| Moltenn, obchodník z Vratislavi                  | baryton      | Jean-Pierre Solié                                  |
| Leithmann, jeho příručí a důvěrník               | tenor        | Jean-Baptiste-Sauveur Gavaudan                     |
| Paní Schwartzová,stará vdova, Moltennova bytná   | soprán       | Mme Gont(h)ier (vl. jm. Rose-Françoise Carpentier) |
| Kavárnice                                        | mezzosoprán  | Marie-Françoise Desbrosses                         |
| Chudá žena                                       | soprán       | Mme Crétu(-Simonet)                                |
| Její dítě                                        | mluvená role | …                                                  |
| Notář                                            | mluvená role | …                                                  |
| Lokaj                                            | němá role    | …                                                  |
| Dva svědkové                                     | němé role    | …                                                  |

## Děj opery

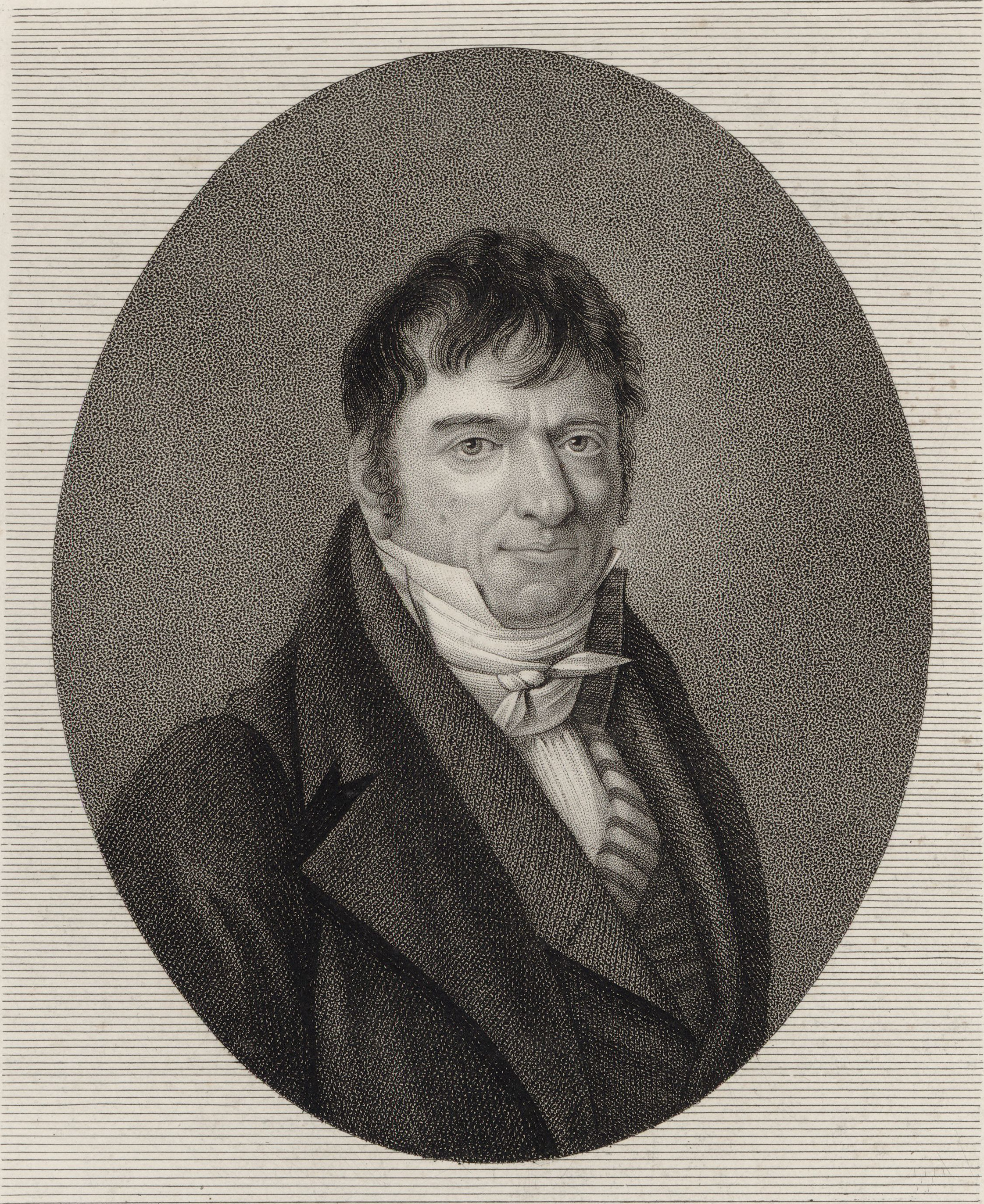
Skladatel a zpěvák Jean-Pierre Solié, první představitel ušlechtilého pana Moltenna v Idě, rytina Cardona podle Henriho-Françoise Riesenera

Odehrává se v Berlíně roku 1806.

### 1. dějství
(Interiér příjemné berlínské kavárny) Ida, přednedávnem přijatá servírka, připravuje kavárnu na otevření; kavárnice je k ní nevlídná a není spokojena s Idiným oděvem, ale chudá Ida nemá nic jiného, dokud nedostane první výplatu. Kavárnice jí dává pokyny a jde číst noviny; Ida si stýská na svůj těžký úděl sirotka (č. 1 Ida, romance J'ai tant pleuré dans mon enfance). – Do kavárny přijdou zámožný vratislavský obchodník Moltenn a jeho příručí Leithmann a učiní u Idy objednávku; oba pánové tak činí denně od doby, co přibyli do Berlína a co Ida nastoupila. Moltenn hovoří o svých plánech zanechat obchodu a odejít na odpočinek. Leithmann se bojí, že tak přijde o místo, ale Moltenn nabízí věrnému a schopnému pomocníkovi společnictví a – protože je bezdětný – i následné dědictví. Ida jim servíruje snídani. Leithmann půvabnou, skromnou a zamlklou dívku obdivuje a nese s nelibostí, když s ní Moltenn mile hovoří o jejím původu ze sirotčince a o jejím předchozím zaměstnání. Poté Leithmann se svým zaměstnavatelem žertuje: vypadá to, že až se budou za tři dny vracet do Vratislavi, povezou s sebou novou služebnou – nebo rovnou novou paní domu. Leithmann Moltennovi k jeho předstíranému pohoršení vypráví o svých dosavadních úspěších u žen a nakonec oba svorně pějí chválu něžnému pohlaví (č. 2 Leithmann, Moltenn, duet De mes parents abandonné).
Do kavárny přijde chudobná žena s dítětem. Moltenn je chce obdarovat, ale zastaví se, když vejde Ida. Ida se dítěte i ženy ujímá a dává jim jídlo a pití. Když si vidí, že ženě drkotají zuby zimou, jde se jít zeptat své zaměstnavatelky, zda by pro ni neměla postradatelný oděv. Moltenn a Leithmann odhadují, že Ida u kavárnice neuspěje, a podarovávají matku s dítětem penězi (č. 3 chudačka, Moltenn, Leithmann, tercet Ô mon enfant, mon seul trésor). Ida se vrací s nepořízenou a vnucuje ženě část svého oděvu; ta nechce přijmout, ale Ida je rozrušeně posílá pryč, protože majitelka je rozzlobená. Moltenn se po straně s chudačkou domluví, jak dar vrátit. Sotva zmizí, přijde nadmíru rozhořčená kavárnice. Ztropí scénu s hosty, a když zjistí, že jí chybí zboží, nedbá Idina ujišťování, že to uhradí z výplaty: vyhazuje ji bez platu. Moltenn nabízí Idě zaměstnání, ale Ida trvá na tom, že bude sloužit jen dámě, nikdy muži. Odchází s Moltennem a Leitmannem v patách (č. 4 hostinská, Moltenn, Ida, Leithmann, kvartet-finále Osez-vous demander vos gages? ... Enfin, chez mois je suis maîtresse). 

### 2. dějství

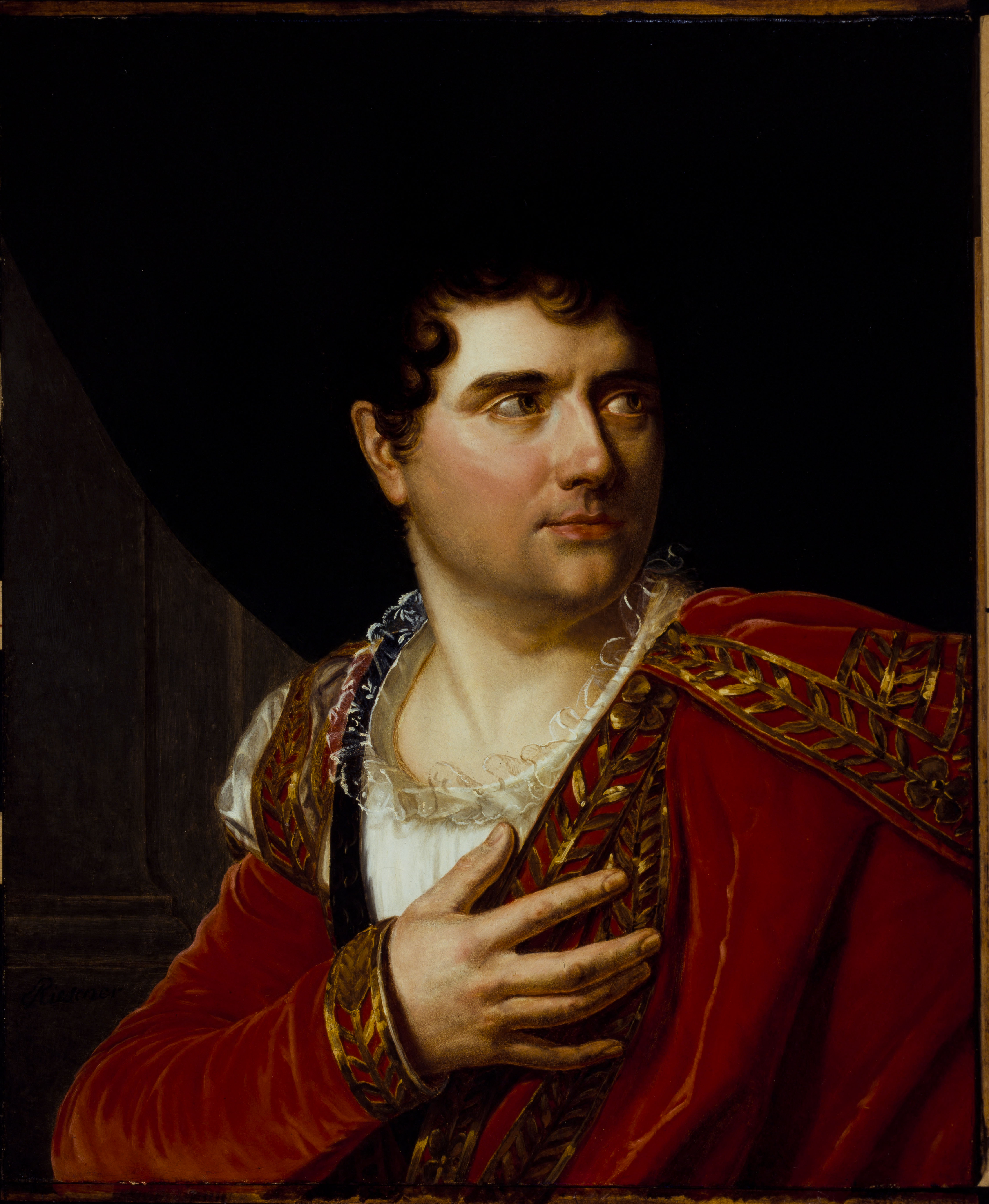
Jean-Baptiste-Sauveur Gavaudan, první představitel přítručího Leithmanna v Idě, zde jako Montano v opeře Henriho Montana Bertona Montano et Stéphanie, obraz Henriho-Françoise Riesenera

(Moltennova místnost v penziónu paní Schwartzové) Vdova Schwartzová si rozrušeně stěžuje Leithmannovi, že jí pan Moltenn přivedl zcela neznámé děvče, aby se o ně postarala, a zase odběhl: Co se to děje? Ona musí myslet na svou pověst. Leithmann si myslí, že se do toho děvčete jeho pán zamiloval. Paní Schwartzová si myslí, že by pro Moltenna byla lepší partií, ale Leithmann si myslí, že nepotřebují žádnou novou paní Moltennovou, ani o dvacet let mladší, ani o patnáct let starší, než jeho zaměstnavatel; žijí si pohodlně, jak jsou, v bezženství (č. 5 Leithmann, kuplet J'aimais toujours le célibat).
Moltenn se vrací rozradostněný; získal jakési papíry, které žárlivě střeží, posílá Leithmanna nakoupit výbavu pro Idu – který už prý není a nebude služka – za tisíc zlatých a paní Schwartzovou žádá, aby Idu přivedla. Paní Schwartzová se durdí: jestli dotyčná dívka není služebná a nemá ani žádné jiné počestné postavení, nesmí zůstat pod její střechou. Leithmann se z Moltennových poznámek domnívá, že se chce s Idou ještě dnes oženit, a varuje ho před unáhleným sňatkem s dívkou, která „nic nemá a není ničím“. Moltenn mu ostře připomíná, že Leithmann také neměl nic a ničím nebyl, když ho vzal do služby a spoléhal se na jeho poctivost a schopnosti. Leithmann odchází s nevraživostí vůči dívce, která ho zdá se vypudila z místa Moltennova důvěrníka a dědice. Moltenn by si však přál, aby se o jeho srdce podělili Leithmann i Ida (č. 6 Moltenn, kuplet Ainsi qu'un jeune voyageur).
Ida přichází a je nesvá, že nemá místo; u Moltenna do služby nastoupit nemůže, protože je mládenec, a paní Schwartzová ji nechce. Moltenn se jí opatrně vyptává na případné chlapce, ke kterým měla náklonnost, ale Ida je vtělená nevinnost. Obchodník jí chce vnutit nějaké peníze náhradou za ztracenou gáži v kavárně, ale Ida – které paní Schwartzová vnukla pochybnosti – rázně odmítá přijmout peníze od cizího muže jinak než za počestnou práci. Moltenn nejprve předstírá, že je jejími náznaky uražen, ale pak ji dokáže okouzlit nabídkou přátelství a vzájemné důvěry, takže si od Idy vymámí slib, že bude věřit v jeho záměry a zůstane u něj (č. 7 Ida, Moltenn, duet: Dans tous mes sens quel trouble extrême!). Jako první Ida přijme nabízené peníze, jež prý může vynaložit na cokoli, a ihned s nimi odbíhá. Zvědavý Moltenn za ní vyšle nenápadného sluhu, aby sledoval, co má v úmyslu, a paní Schwartzové – jež nevychází z údivu, že si bohatý pan Moltenn hodlá vzít za ženu pouhou osiřelou služku – nakazuje, aby se k Idě chovala příjemně a slíbila jí práci.
Paní Schwarzová je stále pohoršena, ale má za to, že čest svého pohlaví může zachránit jen laskavostí, byť ji prokazovala proti svým zásadám (č. 8 paní Schwartzová, kuplet Il ne me reste qu'un parti). Vyzkouší to hned na Leithmannovi, který se ještě z nadcházející svatby svého zaměstnavatele nevzpamatoval, a je překvapen, s jakou odevzdaností to přijímá paní Schwartzová. Moltenn se vrací okouzlený; Ida ze získaných peněz pomohla chudé ženě, kvůli které přišla o místo, jakož i své první zaměstnavatelce, již potkaly zlé časy. Leithmann nesdílí jeho rozněžnění a nejprve opatrně, pak čím dál příměji Moltennovi vyjmenovává Idiny nedostatky a rizika, která na sebe Moltenn bere, když se jí ujímá. Moltenn jeho námitky vyvrací a Leithmann tvrdí, že má-li Ida tolik předností, nárokuje si ji pro sebe; ať mu Moltenn povolí rozhovor s ní, jistě si ji získá. Moltenn se zlobí, ale výzvu přijímá.
Ida se vrací zmatená: paní Schwartzová jí přichystala krásné šaty a šperky a tvrdila, že si ji chce Moltenn vzít. Upejpá se, ale dá najevo, že by nebyla proti, i když Moltenn míní, že k svatbě je třeba ještě čas a hlavně to, aby vznikla láska. Pak nechává podle úmluvy Idu samotnou s Leithmannem. – Leithmann se snaží si Idu získat, ale ta má na něho jednu otázku: jak poznat, že miluje? Leithmann se to snaží nevinné Idě vysvětlit, ale jeho úsilí a naděje, že její náklonnost patří jemu, jsou zklamány: na konci lekce Ida poznává, že miluje pana Moltenna (č. 9 Ida, Leithmann, duet L'objet d'une vive tendresse). Moltenn vyznání zaslechne a bere Idu do náruče. Zklamaný Leithmann chce opustit službu u něho, ale Moltenn ho zadrží a nechá přivedeného notáře přečíst část listiny, z níž vyplývá, že Ida je veskutečnosti Leithmannova nejmladší sestra. Překvapený Leithmann prosí svého zaměstnavatele o svolení a blahopřeje mu k nastávajícímu sňatku s jeho sestrou (č. 10 Moltenn, Ida, paní Schwartzová, Leithmann, finále-vaudeville Qu'un autre cherche, dans sa belle).